# Sara Seager
Sara Seager (Toronto, 21 de julio de 1971) es una astrónoma canadiense y científica planetaria. Es profesora en el Instituto de Tecnología de Massachusetts y es conocida por sus trabajos sobre planetas extrasolares y sus atmósferas. Es autora de dos libros de texto en estas materias, y ha sido reconocida por su investigación por Popular Science, Discover Magazine, Nature, y TIME Magazine. Seager recibió una beca MacArthur en 2013 por sus trabajos teóricos en la detección de señales químicas en atmósferas de exoplanetas y desarrollo de observatorios de bajo coste para la observación de tránsitos planetarios.

## Datos académicos
Seager nació en Toronto, Ontario, de origen judío.  Su padre, David Seager, que perdió el pelo a los 19 años, fue pionero y uno de los líderes mundiales en trasplante de pelo, fundando el Centro de Trasplante Capilar en Toronto. Obtuvo el título de BSc en Matemáticas y Física de la Universidad de Toronto en 1994, con una ayuda del Premio de Investigación de Estudiantes Universitarios NSERC, y el doctorado en astronomía de la Universidad de Harvard en 1999. En su tesis doctoral desarrolló modelos teóricos de atmósferas en planetas extrasolares bajo la supervisióny de Dimitar Sasselov.
Ocupó un puesto de investigación postdoctoral en el Instituto de Estudios Avanzados entre 1999 y 2002 y miembro del personal investigador en el Instituto Carnegie de Washington hasta 2006. Se unió al Instituto de Tecnología de Massachusetts en enero de 2007 como profesor asociado en Física y ciencia planetaria; se le otorgó la titularidad en julio de 2007, y se la elevó a Catedrática en julio de 2010. Actualmente ocupa el cargo de Clase de 1941.
Está casada con Charles Darrow y tienen dos hijos de su primer matrimonio. Su primer esposo, Michael Wevrick, murió de cáncer en 2011.

## Investigación
La NASA se refirió a ella como "un Indiana Jones astronómico".  Sara Seager usó el término "enano gaseoso" para un planeta de tipo super-Tierra de gran masa compuesto principalmente de hidrógeno y helio en una animación de un modelo del exoplaneta Gliese 581 c. El término "enano gaseoso" también se ha utilizado para referirse a planetas más pequeños que planetas gigantes gaseosos, con densas atmósferas de hidrógeno y helio.
Seager recibió el Premio Sackler 2012 por el trabajo "análisis de atmósferas y composiciones internas de planetas extra-solares",  el Premio Helen B. Warner en Astronomía de la American Astronomical Society en 2007 por desarrollar "técnicas fundamentales para comprender, analizar y encontrar las atmósferas de los planetas extrasolares.[cita requerida]  y el Premio Harvard Bok de 2004 en Astronomía. Fue nombrada miembro de la American Association for the Advancement of Science en 2012 y fue elegida miembro de la Royal Astronomical Society of Canada como miembro honorario en 2013.[cita requerida] En septiembre de 2013 recibió una beca MacArthur. Fue elegida para formar parte de la American Philosophical Society en 2018.

## Ecuación de Seager
Seager desarrolló una versión paralela de la ecuación de Drake para estimar el número de planetas habitables en la Galaxia. En lugar de extraterrestres con tecnología radio, Seager reescribió la ecuación de Drake para focalizarla en la presencia de alguna vida extraterrestre detectable desde la Tierra. La ecuación se enfoca en la búsqueda de planetas con gases biológicos, gases producidos por la vida que pueden acumularse en la atmósfera de un planeta hasta niveles que pueden detectarse con telescopios espaciales remotos.
N = N*FQFHZFoFLFS
donde:
N = número de planetas con signos de vida detectables
N* = número de estrellas observadas
FQ = fracción de estrellas en calma
FHZ = fracción de estrellas con planetas rocosos en zona habitable
Fo = fracción de esos planetas que pueden ser observados
FL = fracción de ellos que tienen vida
FS = fracción en los que la vida produce una señal detectable de gas biológico

## Publicaciones

### Libros
- Deming, D., & Seager, S. eds. 2003,  "Scientific Frontiers in Research on Extrasolar Planets", ASP Conf. Ser. 294 (San Francisco: ASP)
- Seager, Sara (2010). Exoplanet Atmospheres: Physical Processes. Princeton University Press. ISBN 9781400835300.
- Seager, Sara (2010). Exoplanets. University of Arizona Press. ISBN 978-0-8165-2945-2.

### Artículos científicos
- «GLIMPSE. I. AnSIRTFLegacy Project to Map the Inner Galaxy». Publications of the Astronomical Society of the Pacific 115 (810): 953-964. 2003. Bibcode:2003PASP..115..953B. ISSN 0004-6280. arXiv:astro-ph/0306274. doi:10.1086/376696.
- Borucki, WJ (2010). «Kepler Planet-Detection Mission: Introduction and First Results». Science 327 (5968): 977-980. Bibcode:2010Sci...327..977B. ISSN 0036-8075. PMID 20056856. doi:10.1126/science.1185402.
- Deming, Drake; Seager, Sara; Richardson, L. Jeremy; Harrington, Joseph (2005). «Infrared radiation from an extrasolar planet». Nature 434 (7034): 740-743. Bibcode:2005Natur.434..740D. ISSN 0028-0836. PMID 15785769. arXiv:astro-ph/0503554. doi:10.1038/nature03507.
- «Characteristics of Planetary Candidates Observed by Kepler, II: Analysis of the First Four Months of Data». The Astrophysical Journal 736 (1): 19. 2011. Bibcode:2011ApJ...736...19B. ISSN 0004-637X. arXiv:1102.0541. doi:10.1088/0004-637X/736/1/19. Consultado el 14 de julio de 2015.
- Seager, S.; Mallen‐Ornelas, G. (2003). «A Unique Solution of Planet and Star Parameters from an Extrasolar Planet Transit Light Curve». The Astrophysical Journal 585 (2): 1038-1055. Bibcode:2003ApJ...585.1038S. ISSN 0004-637X. arXiv:astro-ph/0206228. doi:10.1086/346105.
- Seager, S.; Sasselov, D. D. (2000). «Theoretical Transmission Spectra during Extrasolar Giant Planet Transits». The Astrophysical Journal 537 (2): 916-921. Bibcode:2000ApJ...537..916S. ISSN 0004-637X. arXiv:astro-ph/9912241. doi:10.1086/309088.